# Year 7 Class 1
Year 7 Class 1 (кор. 칠학년일반) — колишній південнокорейський жіночий гурт з семи учасниць, сформований DRB Entertainment у Сеулі, Південна Корея. До складу входили — Пек Се Хі, Кан Мін Чу, Шин І Ран, Квон Со Чон, Хан Біт На, Ю Хва і Ґо Ин Сіль. Гурт дебютував 24 січня 2014 року з «Oppa Virus». Офіційного повідомлення про розформування гурту не було, але з 2018 року Year 7 Class 1 фактично припинили свою діяльність.

## Учасниці
- Пек Се Хі (백세희)
- Кан Мін Чу (강민주)
- Шин І Ран (신이랑)
- Квон Со Чон (권소정)
- Хан Біт На (한빛나)
- Ю Хва (유화)
- Ґо Ин Сіль (고은실)

## Дискографія

### Мініальбоми
| Назва   | Деталі альбому                                                                                      | Пікові позиції у чартах | Продажі               |
| Назва   | Деталі альбому                                                                                      | KOR                     | Продажі               |
| ------- | --------------------------------------------------------------------------------------------------- | ----------------------- | --------------------- |
| Believe | - Реліз: 4 листопада 2015 - Лейбл: DRB Entertainment, Sony Music - Формат: CD, цифрове завантаження | 26                      | - Південна Корея: 673 |